# يوجين إتش بيترسون
يوجين إتش بيترسون (بالإنجليزية: Eugene H. Peterson)‏ هو مترجم الكتاب المقدس ‏ ومترجم ومؤلف وأستاذ جامعي أمريكي، ولد في 6 نوفمبر 1932 في ستانوود في الولايات المتحدة، وتوفي في 22 أكتوبر 2018 في لاكيسيدي في الولايات المتحدة.